# 윤록
장각친왕(莊恪親王, 1695년 7월 28일 ~ 1767년 3월 20일)은 중국 청나라 제4대 황제 강희제(康熙帝)의 서자이고 청나라 제5대 황제 옹정제(雍正帝)의 이복 동생이다.

## 이름과 이력
본명은 아이신줴뤄 윤루(愛新覺羅 允祿, 애신각라 윤록)이며 호는 애월주인(愛月主人)이고 강희제의 총애를 받으며 자란 황족 여인 화석단유공주(和硕端柔公主)는 그의 첫째딸이다.

## 생애
일찍이 친왕 작위에 책봉되었고 1722년 부황 강희제의 상(喪)을 치렀으며 이후 이복 형 옹정제의 즉위와 붕어를 모두 목도하였고 이복 조카 건륭제(乾隆帝)의 치세 시기까지 청나라 황실의 원로로서 예우되었다.

## 같이 보기
- 입팔분공

틀:옹정제의 대리청정
틀:건륭제의 대리청정